# I. Mária angol királynő
I. Mária (angolul: Mary I; Greenwich, Anglia, 1516. február 18. – London, Anglia, 1558. november 17.), Anglia és Írország királynője 1553 júliusától, továbbá Spanyolország királynéja 1556 januárjától II. Fülöp spanyol király feleségeként 1558 novemberében bekövetkezett haláláig. Leginkább az apja, VIII. Henrik által indított anglikanizmussal szembeni erőteljes rekatolizációs törekvéseiről ismert, hogy hazáját visszatérítse a római katolikus egyház befolyása alá. Öt éves uralkodása alatt közel háromszáz protestánst és vallási másként gondolkodót ítéltek és végeztek ki máglyahalál által. Innen ered közismert ragadványneve, a Véres Mária (Bloody Mary).
Mária volt VIII. Henrik angol király és első felesége, Aragóniai Katalin egyetlen felnőttkort megért gyermeke. Szülei házasságának 1533-as érvénytelenítését követően Máriát törvénytelennek nyilvánították, ezzel megtagadták öröklését az angol trónra (ezt csak az 1544-es harmadik öröklési törvény értelmében állítják vissza). Henrik 1547-es halála után Mária fiatalabb féltestvére, a Jane Seymourtól származó mindössze kilenc éves VI. Eduárd követte apjukat a trónon. Amikor a fiatal uralkodó 1553-ban halálosan megbetegedett, megpróbálta eltávolítani Máriát az öröklési sorból. Halála után az angol rendek egy része Máriát, míg mások az elhunyt király protestáns unokatestvérét, Lady Jane Greyt kiáltották ki királynőjüknek. Mária gyorsan csapatot gyűjtött jogai érvényesítése érdekében, majd megdöntötte vetélytársát, akit később le is fejeztek.
Mária volt az angol történelem első – Jane Grey és Matild császárné vitatott uralkodását leszámítva – tényleges hatalommal bíró uralkodónője. 1554 júliusában házasságot kötött V. Károly német-római császár fiával, Fülöppel, aki mellett 1556 januárjában Spanyolország királynéja vált belőle, bár Angliát sosem hagyta el. Mária gyermektelenül hunyt el betegség következtében 1558 novemberében. Másik féltestvére, a Boleyn Annától született Erzsébet követte a trónon, akinek uralkodásával az ország végleg szakított a katolicizmussal. Mária, bár rövid ideig uralkodott, a kereskedelem, hajózás és hadsereg terén tett reformjaival elindította országát a tengeri nagyhatalommá válás felé vezető úton.

## Élete
VIII. Henrik angol király és Aragóniai Katalin kasztíliai és aragón infánsnő ötödik és első csecsemőkort túlélt gyermeke.
1527-ben Mária nem hivatalosan Wales hercegnőjeként uralkodhatott, s ez volt az első eset, hogy egy nő saját jogán jutott el idáig. Amikor Henrik a feleségét magától eltaszította és házasságát önhatalmúlag felbontotta, Máriára szomorú napok virradtak. 1533-ban megszületett Erzsébet, VIII. Henrik és második felesége, Boleyn Anna lánya. Máriát semmibe vették, törvénytelen gyereknek nyilvánították. Emiatt évekig gyűlölte mostohaanyját, Boleyn Annát, Erzsébetre pedig neheztelt, mivel a kislány kitúrta őt jogos örökségéből. Amikor 1536-ban Boleyn Annát lefejezték, és Erzsébet is kegyvesztett lett, úgy tűnt, megjavult a viszony Mária és Erzsébet között, ugyanis akkor már összekötötte őket az a sajnálatos tény, hogy apjuk mindkettőjüket eltaszította magától, ráadásul mindkét hercegnő édesanyjának haláláért Henrik volt a felelős. (Aragóniai Katalin halálában csak közvetve játszott szerepe, mivel az asszony az igen méltatlanul lebonyolított válásuk miatt esett ágynak, szomorúságában. Boleyn Anna kivégzését azonban Henrik maga rendelte el.) Mindezek ellenére Mária félelemmel vegyes csodálattal tekintett VIII. Henrikre, akit mindig is idealizált, nem mint édesapát, hanem mint uralkodót. Tisztelte apját, akiben megvolt az a karizma és kellő határozottság, hogy az ország törvényeit szigorúan betartatva is élvezhesse alattvalói szeretetét, viszont azzal nem értett egyet, ahogy apja az ország vallásának ügyeit intézte. (Mária elkötelezett katolikus volt, Henrik azonban hivatalosan is áttérítette birodalmát a protestantizmus angol változatára, az ún. anglikán vallásra, amikor nőül vette Boleyn Annát, akiről köztudott volt, hogy lutheránus teológiai nézeteket vall.)
Henrik utolsó felesége, Catherine Parr igyekezett jó viszonyt kialakítani Máriával és Erzsébettel. Mindketten visszatérhettek az udvarba. Az 1544-ben kihirdetett trónörökösödési rend jogosnak ismerte ugyan el Máriának a trónra való igényét, de mivel a VI. Eduárd nevében uralkodó államférfiak sürgetése dacára sem mondott le katolikus vallásáról, ők (elsősorban a northumberlandi herceg) Eduárd korai halála után Máriát a trónöröklésből kizárták és Jane Greyt ültették a trónra. El akarták fogni Máriát, de ő addigra elszökött, és királynővé kiáltatta ki magát. Követői nagy számmal akadtak. A Tower úgy határozott, hogy Lady Jane Grey apjának kell seregével Mária ellen vonulnia, de Jane inkább megsemmisítette Eduárd törvényét, mintsem apját odaküldte volna. Így Mária trónra kerülhetett, amelyet Jane Greynek csak 9 napig sikerült megtartania. Mária, a legitim elv képviselője, valóságos diadalmenetben vonult be 1553. augusztus 3-án Londonba katolikus híveivel, és kegyetlenül elbánt ellenfeleivel.

## Uralkodása

### Koronázása
Egyre többen álltak az oldalára, ami egyben azt is jelentette, hogy nagyobb eséllyel tudott küzdeni a protestánsok ellen egész Angliában. VIII. Henrik elsőszülött lányaként jobban tisztelték, mint Erzsébetet, és így könnyen elfogadták, hogy ő lett Anglia királynője. Mindazokat, akik megpróbálták megváltoztatni a trónutódlás törvényét, kivégeztette. Lady Jane-t és jövendőbéli uralkodótársát, Guilford Dudleyt bezáratta a Towerbe.
Mária finoman felszólította népét, hogy térjen vissza a katolikus vallásra. Nyílt titok volt vallási meggyőződése, de ekkor még semmilyen súlyosabb következménye nem volt erős hitének. Erzsébetre nagyobb nyomás nehezedett. A leghelyesebb döntés az lett volna, ha ő is áttér, és katolikusként élte volna tovább napjait. A helyzet kísértetiesen hasonlított Eduárd és Mária régi viszonyára, csupán fordult a kocka: most Mária ült a trónon, és Erzsébet volt az, aki egyelőre nem változtatta meg nézeteit, akármennyire várták is el tőle. A nyilvánosság előtt továbbra is fenntartották a látszatot, hogy kapcsolatuk kifogástalan, jó testvérekhez méltó. A koronázás előtt Erzsébet kihallgatást kért nővérétől, és könnyek között kérte bocsánatát, amiért eddig nem a katolikus vallást gyakorolta, és tudatlanságával mentegetőzött. Hamar „meg kellett törnie”, hogy a koronázás már békében történjen, és Mária semmilyen elhamarkodott döntést ne hozzon ellene.
Szeptember 7-én, Szűz Mária születésének ünnepén ment végbe a ceremónia, s négy nappal később megnyitották a parlamentet is. Megtették az első lépéseket a katolicizmus helyreállításának érdekében, majd Aragóniai Katalin és Henrik házasságát törvényesnek nyilvánították, így Mária abszolút törvényes uralkodóként foglalhatta el helyét a trónon.

### Mária és Fülöp herceg
Mária fontolgatni kezdte, hogy Erzsébetet kirekeszti a trónutódlásból, s folyamatosan lealacsonyította húga szerepét. Megtehette, hisz ebben senki sem tudta gátolni vagy befolyásolni. Erzsébet engedélyt kért, hogy elhagyja az udvart, ami mindkettőjüknek megfelelt. A királynő már harminchét éves volt, férj nélkül. Egyre kisebb esélye volt arra, hogy gyermeket hozzon a világra. (Főleg az akkori betegségek és veszélyek mellett.) Tény volt, hogy egy királynő posztja addig nincs teljes biztonságban, amíg férjhez nem megy, és meg nem erősíti kapcsolatát valamely országgal a házasság által.
Mária segítséget kért V. Károlytól, egykori jegyesétől, aki régebben sokat segített neki, amikor még élt VIII. Henrik. Jegyesek voltak egy ideig, de a sors úgy hozta, hogy nem házasodtak össze, és a spanyol király másik nőt vett el. Időközben megözvegyült, de túl öreg és „megfáradt” volt ahhoz, hogy összeházasodjanak, ezért fiát ajánlotta, Fülöp herceget, az ellenreformáció buzgó harcosát. Fülöp is özvegy volt, de mindössze huszonhat éves. V. Károly a házasságkötés alkalmából a Nápoly (Szicília) királya címről lemondott fia javára, hogy a házasulandó felek egyenrangúak legyenek. Fülöp Angliába utazott, és 1554. július 25-én a winchesteri székesegyházban a püspök adta őket össze. Jegygyűrűje egyszerű volt, hogy szűz hajadonok módjára menjen férjhez, s ez által is kifejezze mély vallásosságát. Érdekes módon Fülöpnek spanyol létére lenyűgöző angol származásvonala volt. Házasságuk a Lancaster családfa szerteszét futó ágainak találkozása. Korabeli feljegyzések szerint Fülöp nem volt szerelmes feleségébe, aki idősebb volt nála 11 évvel, ám a királynő állítólag rajongott férjéért, aki minden bizonnyal jó néhányszor megcsalta hitvesét házasságuk négy és fél éve alatt. (Olyan feltételezések is napvilágra kerültek akkoriban, miszerint Fülöp titokban szerelmes volt sógornőjébe, felesége féltestvérébe, Erzsébet hercegnőbe, s azt remélte, ha Mária meghal, ő majd nőül veheti az újdonsült királynőt. Ez a pletyka azért nem lehet hiteles, mert sok évvel később, 1588-ban pont Fülöp volt az, aki hadat üzent Erzsébet királynőnek, a köztük lévő, feloldhatatlan vallási ellentétek miatt, ugyanis a király hithű katolikus volt, míg Erzsébet protestáns teológiai nézeteket vallott.)
Károly az eretnekség és Franciaország ellen harcolt, ezért Mária és Fülöp házassága kedvezőnek bizonyult, és az angliai területek is erősíthették volna céljai elérésében. Másik fiát, Ferencet, már eljegyezte a skótok királynőjével, Stuart Máriával. Vallási szempontból is kecsegtető volt az ajánlat, hisz Angliában számos „eretnek” tartózkodott, így Károly alattvalóinak ez a terület szinte olyan volt, mint egy „kísérleti laboratórium”, s Angliát Habsburg-gyarmattá tehették volna. Fülöp ugyan nem túl lelkesen, de engedelmeskedett apjának. Az angol királyi udvarnak nem tetszett, hogy Mária a spanyolokkal köt szövetséget a házasság által, csak úgy, mint Anglia népének. A déli és délkeleti területeken felkelés indult.

### Felkelés Mária ellen
A spanyol házasság híre nagy aggodalmat keltett az angol protestánsokban és a Thomas Wyatt-féle összeesküvéshez vezetett. 1554-ben indult a Wyatt-felkelés, Sir Thomas Wyatt, Lady Jane Grey apja, aki nemrég szabadult a Towerből, a Carew család, és Sir Thomas Croft vezetésével. Anglia déli és középső részeit felosztották egymás közt, annak érdekében, hogy Mária elveszítse a trónt, és Erzsébet foglalja el helyét, s Courtenay-hoz adták volna feleségül. Összeesküvés volt ez, amely nemcsak Mária posztját fenyegette, hanem élete is veszélybe került.
Azt tervezték, hogy francia segítséggel meggátolják Anglia Habsburg-gyarmattá válását, azonban kiderült, hogy mit terveztek. A felkelők az ijedtségtől idő előtt léptek, és a négy felkelő területből három vereséget szenvedett. Hiába volt minden próbálkozás, a felkelés megbukott, Wyatt megadta magát, követői pedig vagy elfutottak, vagy elfogták őket. Guilford Dudleyt és Lady Jane Grey férjét lefejezték, és megcsonkított maradványaikat eltemették a St. Peter Vincula kápolnában. Lady Jane volt a következő, őt sem kímélték. Csupán tizenhét éves volt.
Erzsébetben rémületet keltett nővére kegyetlensége, hisz a felkelők az ő nevében léptek fel, és nem Lady Jane nevében. Nagy esély volt arra, hogy ő is úgy végzi, ahogy a nála három évvel fiatalabb lány. Mária levelet írt húgának, melyben megkérte, hogy térjen vissza az udvarba, és megígérte, hogy szívélyesen fogadják majd. Erzsébet nem hitt neki, és betegségre hivatkozva visszautasította.
Erzsébet sorsa a legfontosabb napirendi kérdéssé vált. Ellentmondásos híresztelések láttak napvilágot, és maga Mária is egyik nap azt állította, hogy lefejezteti húgát Courtenayval együtt, másnap pedig különítményt küldött érte, hogy elhozassa az udvarba. Erzsébet továbbra is betegségre hivatkozva tért ki az ajánlat elől, egészen addig, amíg elég erősnek nem nyilvánították, és muszáj volt elmennie nővéréhez. Útközben valóban megbetegedett, és így sokkal később ért az udvarba, mint ahogy tervezték.
A királynő nem volt hajlandó személyesen fogadni. Érkezése napján fejezték le Lady Jane apját, és folyamatosan gyűltek a bizonyítékok Erzsébet ellen. Wyatt a kihallgatások során tagadta, hogy Mária halálát akarták volna elérni a felkelésekkel, ám épp elegendő ürügyük volt arra, hogy Erzsébetet bezárassák a Towerbe. Hiába írt levelet, amelyben minden vádat cáfolt, csak időt sikerült nyernie: Winchester és Sussex grófja elmentek érte, és átvitték a Towerbe.

### Erzsébet a Towerben
Mária tanácsnokai azon fáradoztak, hogy Erzsébetre egyértelműen rá tudják bizonyítani, hogy kapcsolata van a felkelőkkel. A gyenge és védtelen nő látszata ügyes trükknek bizonyult, habár cseppet sem volt az: a királyság második legnagyobb birtokosa volt, és kincstára tele volt pénzzel. Donningtoni birtokával próbálták kapcsolatba hozni az összeesküvést, de Erzsébet először azt mondta, hogy sosem járt még azon a birtokán, azonban amikor szembesítették Crofttal, már nem bizonyult hitelesnek. Azt állította, hogy nem akar Donningtonba költözni, és nem is állt szándékában soha, ám Mária leveleiben mégis ilyesféle kérdéseket tett fel neki, mintha húga álláspontját észre sem venné. Erzsébet megadta magát, nem volt más választása.
Wyatt kivégzése komoly fenyegetést jelentett számára, ám Wyatt beszédében jelentette, hogy sem Erzsébetnek, sem Courtenaynak nincs köze a felkelésekhez. Lefejezése után tanácsnokok látogatták meg Erzsébetet a Towerben, és valószínűleg megpróbálták rávenni arra, hogy vallja be el nem követett bűneit. Sikertelen próbálkozás volt. Fogságának szigora rohamosan enyhülni kezdett. Délelőtt és délután sétálhatott a palota belső kertjében, és egyre kevesebb figyelem összpontosult rá. A Tower új parancsnokot kapott, és katonákat is toboroztak. Erzsébetet elengedték, és házi őrizet alatt tartották Woodstockban.
A felkelőket továbbra is országszerte üldözték, lefejeztették, vagy feldaraboltatták. Anglia népe lassan jobban tisztelte és szerette a királynő testvérét, mint magát Máriát. Miközben Erzsébet a Towerből Woodstockba utazott, ajándékokkal és jókívánságokkal halmozták el. Sir Henry Bedingfield volt a börtönőre, ám ez a feladat cseppet se volt könnyű: Bedingfield Mária legnagyobb hívei közé tartozott, de iskolázottsága meglepően alacsony szinten volt. Úgy kellett őriznie a királynő húgát, hogy a házi őrizet elég szabadságot adjon neki, ráadásul Erzsébet nagyon okos nő volt. Csak azok az udvarhölgyek maradhattak mellette, akiket az uralkodó megbízhatónak vélt. Thomas Parryről tudták, hogy teljes mértékben Erzsébet mellett áll. Ő volt a háztartás pénzügyi irányítója, és Bedingfield nem tudta elvégezni munkáját, ezért kénytelenek voltak továbbra is ott tartani. Parry körül feltűnően gyakran fordultak meg Erzsébet szolgálói, mert szükségét látták annak, hogy a háztartás érdekében felkeressék a kincstárnokot. Felmerült a gyanú, hogy összeesküvés áll a dolgok hátterében, de a pénzügyi irányító minden nyomot eltüntetett, ami erre utalt volna. Gyorsan lépett, hogy érvényesítse Erzsébet jogait.
Erzsébet mindig is túl gyakorlatias és józan volt ahhoz, hogy részt vegyen az összeesküvésekben, vagy támogassa azokat. Sosem bízott abban, hogy ezek valóban sikerek lehetnek – noha azért tudni akart róluk. Tárgyalások által akart megegyezni Máriával, s levelezni kezdtek. Határozottan kijelentette, hogy ártatlan, és félreértéseken alapulnak az ellene szóló vádak. Továbbra is teljes erővel védte magát. Nővére levelében sajnálatát fejezte ki, amiért egyáltalán okot adtak a gyanakvásra, s hangsúlyozta nagylelkűségét, amiért vele nem úgy járt el, mint a többi felségárulóval. Ebben a hangvételben úgy tűnt, Mária mégsem gondolja meg magát, és továbbra is zavaró tényezőként tartja számon húgát, hiába bizonygatta az ártatlanságát a leveleiben.
A tanács megosztott volt. Erzsébetnek odaadóan kellett részt vennie a katolikus szertartásokon, s ezt minden akadékoskodás nélkül meg is tette. Egyetlen dolgot tett, amely egyeseknek szemet szúrt: angol nyelvű bibliát kért, a litániát és a rövid szentekhez való fohászkodást angolul mondta. Mária megkérte, hogy latinul mondja ezeket az imákat, s húga engedelmeskedett. A vádolás és mentegetőzés továbbra sem ért véget. Erzsébet kezdte feladni a reményt, hogy helyzete gyorsan megoldódhat, és kérvényt adott be, hogy közelebb költözhessen Londonhoz. Természetesen ezt is megtagadták tőle. Bedingfielddel továbbra sem jött ki, és nyílt megvetéssel kezelte. A férfi kérelmezte, hogy mentsék fel állásából, de még csak válaszra sem méltatták.

A házi őrizet nem egészen egy évig tartott. Ez idő alatt gyorsan zajlottak az események, s ez az időszak volt talán Mária uralmának csúcspontja. 
Karja biztonságot tett hatalmáról: szétszórta a szívükben gőgösködőket, letaszította trónjukról a hatalmasokat, az alázatosakat pedig fölemelte. Az éhezőket jóllakatta, de a gazdagokat üres kézzel küldte el.

### Róma fennhatósága
A parlament mindeddig ellenezte, hogy ismét Róma fennhatósága alá kerüljön az anglikán egyház, s helyreállítsa az egyház kényszerítő hatalmát az eretnekekkel szemben. Az új parlament első dolga volt, hogy eltöröljék azt az ítéletet, miszerint Reginald Pole bíboros felségáruló. A bíboros egyben követ és pápai legátus volt, s célja az volt, hogy megbékítse Rómát Angliával. Kifejtette küldetését a parlament mindkét házában, s nem sokkal ez után mindkét ház elfogadott egy elvi határozatot arról, hogy visszatérnek Rómához.
A parlament megszüntette a VIII. Henrik és VI. Eduárd által kiadott egyházi törvényeket és elismerte a pápa szupremanciáját, Mária pedig örömmel mondott le az angol nemzeti egyház feje címéről. Egyúttal azonban üldözni kezdte a protestáns valláshoz ragaszkodó főpapokat, és többüket máglyahalálra ítélte. Néhány hónap alatt számos tudós lelkészt égettek meg és ennek a révén nevezték el a protestánsok a királynét Véresnek.
VIII. Henrik egykori Angliája rendkívül sikeres volt. A Rómától való elszakadás kellemes nemzeti érzést indított el az emberekben. Az ország elszigeteltsége büszkeséggel töltötte el a népet. Úgy vélték, hogy a vallás változhat, de Anglia sorsa és hivatása változatlan marad.

### Mária terhessége: neki vagy az angoloknak?
Ahogy a többi uralkodónőtől, Máriától is elvárták, hogy gyermeket foganjon. Pole megáldotta, s nem sokkal ezután beszélni kezdtek terhességéről. Károly nagy örömmel fogadta, hogy unokája lesz, és biztosra vette, hogy kisfiút hoz majd a világra. Az egész ország imádkozott, és áldását küldte a királynőre. Szinte biztosra vehető, hogy Erzsébet nem csatlakozott az imákhoz, viszont kötelezően részt kellett vennie a pompás szertartásokon, amelyek a hírt követték.
„Végül április 4-én a király és a királynő Hampton Courtba költöztek húsvétra, és a szertartásra, melynek során a királynő »elfoglalja szobáját«. Ettől fogva, a szülést megelőző heteket, mindvégig elzárkózva, elkülönülve kellett volna töltenie. De az anyaságba vetett bizalma és büszkesége arra késztette, hogy megtörje ezt a hagyományt, és néhány nap múlva, április 23-án, Szt. György napján megjelent a palota ablakában, hogy onnan nézze férjét, amint a helyreállított egyház minden pompájával vezeti a térdszalagrend védőszentjének ünnepségeit. A királynő gondosan ügyelt arra, hogy odalent a tömeg oldalnézetből lássa, s így »százak« lehettek szemtanúi dicsfényének, mely felduzzadt testét övezte.”
1555. április 30-án szárnyra kelt a hír, hogy a királynő egy egészséges fiúgyermeket hozott a világra, és megkondultak a harangok. A francia udvarba is ilyen tartalmú hírek érkeztek. Erzsébettel közölték, hogy milyen szerepet szánnak neki a keresztelési szertartáson, de másnap kiderült, hogy a hírből semmi sem igaz, és Mária továbbra is terhesnek vallotta magát.
Mária egyre rosszabb állapotban volt, és felmerült a gyanú, hogy „terhessége” csak valamilyen betegség szövődménye, hacsak nem valami cselszövés része. A királynő a gyermek megszületése után is még terhesnek jelentette ki magát, és várt az „újabb” szülésre. Emiatt tekintik sokan Mária terhességét álterhességnek. Ugyanakkor David Starkey kijelenti, hogy Mária édesanyja is hasonlóan reagált és nyilatkozott első, 1510-es szülése után, amikor egy halott lánygyermeket hozott a világra. „Katalin valójában már januárban elvetélt, ezt a tényt azonban titokban tartották. Mi több, mivel hasa továbbra is nagy maradt, Katalin és orvosai meggyőzték magukat arról, hogy valamiképp még mindig állapotos. Azon feltevés alapján, miszerint eljött az ideje, Katalin, a szokásos szertartások közepette, szülőszobájába vonult, mire duzzadt hasa egyszeribe lelohadt. A király tombolt, a tanács nyíltan feltette a kérdést, vajon Katalin képes-e egyáltalán megfoganni, a spanyol követ pedig azon tűnődött, hogyan hiheti bárki is, hogy állapotos, miközben folyamatosan menstruál.”
Aragóniai Katalin angol királyné esetében soha semmikor, még ez eset kapcsán sem merült fel az álterhesség gyanúja, hiszen ő aztán élveszületett gyermekeket is szült, és egy gyermeke, Mária a felnőttkort is megérte. „Mária rendületlenül tovább remélt, és hitte, akárcsak az anyja negyven évvel azelőtt, hogy vetélése ellenére (vagy bármi volt is az a meg nem nevezett dolog, ami történt), továbbra is terhes maradt.”
Boleyn Anna angol királynéval kapcsolatban is felmerült az 1534-es várandóssága esetén az álterhesség gyanúja, de Antonia Fraser az alábbi érvekkel cáfolja ezt a feltételezést. „Megkockáztattak olyan elméletet is, hogy álterhességről volt szó csupán, amelyet Anne királyné kétségbeesett türelmetlensége idézett elő. Ez azonban fölöslegesen bonyolult magyarázat. Egyetlen aprócska bizonyíték szólhat mellette (a hivatalos bejelentés egyáltalán nem meglepő hiányán kívül), az is pletyka csupán, amelyet Chapuys másod- vagy harmadkézből vehetett át. Eszerint 1534 őszén az újabb kis kaland, amely annyira bosszantotta Anne királynét, annak tulajdonítható, hogy a királynak kételyei támadtak, vajon felesége csakugyan enceinte (terhes) volt-e. Az efféle megjegyzés, még ha elhangzott is, könnyen magyarázható Henrik király jól ismert tulajdonságával, hogy lehetőleg elhatárolta magát minden szerencsétlen eseménytől, és mindjárt igazolni is akarta magatartását. Semmiképpen sem nyomhat többet a latban, mint a pozitív bizonyítékok sora, a többi között magáé a királyé is. A legnyomósabb érvet amellett, hogy Anne királyné 1534-ben terhes volt, és elvesztette a gyermeket – valószínűleg kisfiút –, a jövő hozza meg. Akkor, az e téren bekövetkező, újabb katasztrófában a király már annak bizonyságát látja majd, hogy Anne-től sem várhat fiú örököst; ez a következtetés aránytalan lett volna, ha Erzsébet világra jötte az egyetlen eset.”
Mária esetében is feltételezhető, hogy halott gyermeket szült. Életkora (39) nem zárja ki a várandósság lehetőségét, viszont megnöveli a születendő gyermek genetikai rendellenességeinek kockázatát. Felmerült, hogy Tudor Mária gyermektelenül hal meg, és Stuart Mária, a skótok királynője került volna trónra katolikus mivoltából fakadóan, de a Habsburgoknak ez veszedelmet jelentett: az ő uralma alatt egyesülne a két szigetkirályság, és francia–brit uralom jönne létre, ezért Erzsébetet tartották a legkecsegtetőbb trónörökösnek.
A királynő hónapokon keresztül ragaszkodott terhességének illúziójához. Húga mindvégig mellette volt, s megpróbált rajta segíteni. Az emberek azt beszélték, hogy talán sosem volt terhes. II. Fülöp nehezen bírta elviselni a híreszteléseket. Elhatározta, hogy menti, ami még menthető, és távozik. Azt üzente, hogy néhány hétig lesz távol, de később jócskán meghosszabbodott ez a távollét. Mária helyzete ellenére elmondható, hogy mindent elért, amit akart: visszaállította a katolicizmust, és hozzáment ahhoz a férfihoz, akihez akart, és sikerült megtartania trónját, de élete hanyatlani kezdett.

### Erzsébet elhagyja az udvart, összeesküvések
Mária kezébe vette a kormányzást, mivel húga kezdett ismét zavaróvá válni. Megnyitotta negyedik parlamentjét. Angliát sokan elhagyták ez eretneküldözések és az összeesküvések miatt. Újabb összeesküvésekhez készülődtek, Henry Dudley és Ashton vezetésével. Mária kormányzatát akarták megbuktatni ismét, Erzsébet és Courtenay trónra lépésével. Csupán hangnemében különbözött a felkelés a Wyatt-féle összeesküvéstől. Erzsébetről szabadabban beszéltek, és teljes mértékben őt használták fel a szervezkedéshez, tudta nélkül.
Erzsébet ekkor huszonkettedik életévében járt. Az ő egyénisége vált a felkelők legjobb toborzójává, habár a nyilvánosság előtt nem sokat beszéltek róla, és neve csak a trónutódlásra vonatkozó törvényben szerepelt nyilvánosan. Az összeesküvők sikeresen hozzájutottak a kincstárhoz, Dudley és Ashton elhajóztak Franciaországba, hogy embereket toborozzanak.
Pole bíboros tudomást szerzett mindenről, mindazonáltal lassan tudták megakadályozni és összegyűjteni a felkelés tagjait, hisz a vezetők Franciaországban tartózkodtak. Erzsébet híveit letartóztatták, és fegyveres őrséget állítottak háza köré. Legalább akkora veszélyben volt, mint a Wyatt-felkelések idején, de meg kellett őriznie higgadtságát. Londoni lakhelyén rábukkantak egy rejtekhelyre, amelyben tiltott könyveket, röpiratokat, a királynő és a katolicizmus ellen szóló dokumentumokat találtak. Fülöptől függött minden. A vád teljes egészében készen állt Erzsébet ellen, berendelhették volna az udvarba, vagy a Towerbe, de akár Spanyolországba is száműzhették volna.
Fülöp azonban kedvelte Erzsébetet, ezért úgy döntött, hogy arra kéri Máriát, ejtsen el minden vádat, és fejezzen be minden vizsgálatot ellene, így elengedték híveit. Gyémántot küldtek neki a tisztaság szimbólumaként. A királynő teljes mértékben hallgatott férjére. Amint megérezték a gyengeséget, támadtak. Fülöp Erzsébet egyik legnagyobb támogatójaként lépett elő, s ez isteni ajándék volt. A királynő valódi érzései kiderültek tetteiből. Húga régi ellenségének fia kapott megbízást, hogy vezesse Erzsébet háztartását – hisz Fülöp erre nem adott ki különösebb parancsot.
Sir Thomas Pope így őrizet alatt tartotta, persze finoman, jó látszatot keltve. (Bedingfieldnél mindenestere jobban látta el feladatát.) Kisebb lázadás történt, mert egy fiatal iskolamester grófnak adta ki magát, és Erzsébetet kiáltotta ki királynőnek, önmagát pedig királynak, de nyomban kivégezték. Mária levelet írt Pope-nak, hogy tájékoztassa, ha összeesküvést gyanít, és derítse ki, mi áll a mögött, hogy így meggyalázták nevét. Ennek a lázadásnak nem volt se ereje, se lendülete, és valószínűleg nem állt a hátterében összeesküvés. Októberben a királynő megszabadította húgát Pope felügyeletétől, és engedélyezte, hogy Londonba menjen a báli szezonra, s felajánlotta, hogy a karácsonyt az udvarban töltse. Erzsébet boldogan, s díszes pompával indult el, ám meghívását váratlanul visszavonták, és december 3-án elindult visszafelé Hatfieldbe.

### Erzsébet mint feleségjelölt
A Fülöp által kiszemelt vőlegény, Emánuel Filibert savoyai herceg volt, Piemont hercege, V. Károly unokaöccse, Fülöp unokafivére. Két spanyol király hadseregében harcolt sikeresen. 1555-ben Fülöp kinevezte őt Spanyol-Németalföld kormányzójává. A herceg jó kapcsolatot ápolt a Habsburgokkal, ezért kérte fel unokafivérét, Fülöpöt, hogy segítsen neki menyasszonyt találni. Erzsébet tűnt a legígéretesebb jelöltnek. Emánuel Filibert katolikus volt, a spanyolok híve, a Wyatt-felkelések idején semlegesíthette volna Erzsébetet, de akkor maga Károly akadályozta meg házasságukat. Piemont hercege Angliába utazott, hogy hivatalos kérőként jelenjen meg, de ekkor Erzsébet még woodstocki börtönében volt, és hevesen tiltakozott az ötlet ellen. Megfenyegették, hogy ha nem házasodnak össze, akár meg is halhat. Stuart Máriát, a skótok királynőjét nevezték volna ki hivatalos trónörökösnek. Erzsébet nehéz helyzetbe került. Ha a menekülés útját választotta volna, teljesen le kellett volna mondania arról, hogy később trónra kerüljön. Ki akarták csempészni külföldre, hogy ott majd akár akarja, akár nem, hozzáadják Emánuel Filiberthez, de a francia követ időben figyelmeztette Erzsébetet. 1556. december elején, szemtől szemben visszautasította a javasolt házasságot. Mária kivételesen egyetértett Erzsébettel, habár eleinte teljesen máshogy vélekedett, végül sikerült megegyezniük. Teljes mértékben visszautasították az ajánlatot. Fülöp támogatása így már nem sokat ért.

### Mária állítólagos második terhessége
Mindamellett Mária nem érte el célját. A külügyi politika terén nagy veszteség és szégyen érte a spanyolok érdekében Franciaország ellen harcoló angol csapatokat és Calais a franciák kezére került (1558). Fülöp három hónapot töltött Angliában, miután bevonta az országot a franciák elleni háborúba, és elvesztették Calais-t. Mária ismét úgy vélte, hogy áldott állapotban van, ám a terhességnek semmilyen jele sem mutatkozott 10 hónapon keresztül. Megírta végrendeletét, mert attól félt, hogy belehal a szülésbe. Az országban terjedő influenzajárvány őt is megbetegítette, és komolyan legyengült az állapota. A királynő beismerte, hogy nem lesz gyereke. Legjobban attól félt, hogy utód nélkül húga követi majd a trónon, és a katolikus hit elveszíti szerepét, de fejet kellett hajtani a törvények előtt: Erzsébet következett, és ez ellen semmit se tehetett. Kijelentette, hogy csak akkor uralkodhat, ha tartozásait törleszti, és megtartja a katolikus hitet, ám Erzsébet azt mondta neki, hogy úgy cselekszik, ahogy szíve diktálja, és ahogy az ország népének javára válik cselekedete.

### Mária halála
Fülöp továbbra is támogatta Erzsébetet, de félő volt, hogy azt gondolják majd; Erzsébet csak spanyol támogatással képes megszerezni a hatalmat, ezért visszautasította segítségét. Mária haldoklott. Beismerte, hogy húgát illeti a trón, és 1558. november 17-én, a hajnali órákban eltávozott az élők sorából. Cseppet sem nyugodt élete ellenére csöndesen és békésen halt meg. Abban a keserű meggyőződésben hunyt el, hogy teljesen hasztalan küzdött, hiszen húga, Erzsébet Angliát újra protestánssá fogja tenni.